# Esthétique du quotidien
Pour les articles homonymes, voir Esthétique (homonymie).
L'esthétique du quotidien est un sous-domaine récent de l'esthétique philosophique, qui a pour objet les évènements, activités et contextes quotidiens où la faculté de sensibilité est en jeu. Alexander Baumgarten établit l'esthétique comme discipline, la définissant  comme scientia cognitionis sensitivae, science de la connaissance sensorielle, dans son œuvre fondatrice Aesthetica (1750). Jusque dans les années 1990, lorsque l'esthétique du quotidien émerge, l'artisanat, le design, les environnements urbains et les pratiques sociales n'ont de considération que marginale en esthétique, qui leur préfère les beaux-arts. Comme d'autres sous-domaines (par exemple, l'esthétique environnementale ou esthétique de la nature), l'esthétique du quotidien tente de contrebalancer l'intérêt, presque exclusif, qui porte sur l'art.

## Rapport de l'esthétique du quotidien à l'expérience
L'approche esthétique de la vie quotidienne apparaît surtout avec l’esthétique pragmatiste de John Dewey (1934) (bien qu'il s'intéresse principalement à l'expérience artistique). Dewey indique dans quelles circonstances la sensibilité peut être présente : sentiment, énergie et rythme dans le rapport d'une créature à son environnement. Il traite des expériences, non seulement artistiques, mais encore quotidienne, qui impliquent ces circonstances. L'angle d'approche n'est pas l'objet, comme l’œuvre d'art, mais l'expérience du sujet. Ce changement de conception permet de ne pas se limiter à l'objet et à ses qualités intrinsèques qui le classent comme esthétique

## Dimension sociale de l'esthétique du quotidien
En 1994, la chercheuse en philosophie Katya Mandoki crée le concept de Prosaique  (qui se distingue de la  Poétique  d'Aristote en ce que cette dernière est centrée sur l'art). Elle signale qu'il y eut négligence par rapport au rôle de la sensibilité dans la vie quotidienne. Ainsi, la prosaïque permet-elle de combler ce manque. La prosaïque analyse les conventions sur ce qui est considéré comme acceptable (ou non) selon les canons institutionnels (école, famille, religion, politique, monde de l'art, pratique médicale, sport). Six livres et plusieurs articles ie Esthétique de tous les jours; Prosaics, identités sociales et jeu de la culture (2007)  analysent, de façon systématique, le large spectre du non-artistique dans l'expérience personnelle et collective. Le rôle de l'esthétique est examiné à travers l'interaction symbolique, la négociation identitaire et la performance dramaturgique pour produire un effet sur la sensibilité. En tant que phénomène multi-sensoriel, la prosaïque prête attention à toute la gamme de l'affichage sensoriel pour affecter la sensibilité des participants (langage corporel, visuel, décor et accessoires, intonation et styles de langage) et pas seulement à la vue et à l'ouïe comme l'esthétique traditionnelle.

## Dimension politique, violence et négativité dans l'esthétique du quotidien
Une approche de l'esthétique quotidienne implique à la fois les effets positifs et négatifs, les effets enrichissants et toxiques agissant sur la sensibilité. Joseph H. Kupfer s'intéresse ainsi à la violence dans la société contemporaine. Kupfer rend explicite le fondement esthétique de la violence dans la société . Il souligne aussi la nécessité d'incorporer l'esthétique à l'éducation, non seulement au moyen de l'enseignement de l'art, mais encore sur le plan esthétique, c'est-à-dire dans la manière elle-même d'éduquer par le rythme, l'organisation du sujet et la méthode de présentation pour impliquer les étudiants avec le contenu de l'étude. Mandoki souligne l'utilisation négative de l'esthétique pour manipuler les émotions dans la sphère politique et se réfère à la propagande nazie comme un exemple illustrant l'utilisation délibérée de l'esthétique pour exercer la violence. L'utilisation de l'esthétique pour les agendas politiques, en particulier dans la légitimation de l'État-nation, est traitée par cette auteure. Arnold Berleant remarque l'importance de l'effet esthétique du terrorisme ainsi que l'utilisation de l'esthétique dans la sphère politique. Il  évoque d'autres situations extrêmes qui provoquent des blessures ou des dommages perceptifs comme la surpopulation urbaine contemporaine et la surstimulation visuelle, la pollution de l'espace, les conditions claustrophobes et oppressives . Pour Berleant, l'esthétique implique un engagement esthétique actif et intense et est donc impliquée à la fois dans les effets positifs et négatifs des environnements urbains contemporains quotidiens. Selon lui, l'esthétique de l'environnement est un objet de recherche soutenu depuis plus de deux décennies . Depuis 1970, il insiste sur l'importance de l'esthétique comme champ d'expérience et d'engagement actif dont dépend notre qualité de vie.

## Beauté au quotidien, esthétique environnementale et artification
Yi-Fu Tuan propose une application des catégories esthétiques traditionnelles de la beauté, de la contemplation, du désintéressement et de la distance en valorisant la vie quotidienne à travers différents objets et lieux non artistiques  . En 1974, il insiste sur la nécessité de prêter l'attention voulue à l'environnement en tant qu'objet d'appréciation esthétique . Dans cette optique, Crispin Sartwell propose en 1995 d'appliquer l'esthétique à la vie elle-même. Yuriko Saito, esthéticienne écologiste spécialisée dans l'esthétique japonaise, estime qu'il possible d'émettre des jugements moraux et esthétiques sur des éléments quotidiens (par exemple, la météo)  qui sont en conflit avec l'harmonie de l'environnement. Saito prône une artification autocritique de la vie de tous les jours . Paulina Rautio réalise une analyse qualitative par entretiens et échanges épistolaires avec des femmes sur leur expérience de la beauté à travers des objets non artistiques et leurs contextes tels que suspendre le linge en Laponie, où l'occasion de sécher les vêtements au soleil est rare. L'esthétique traditionnelle, qui a pour objet l'art et la beauté, est respectée. Cependant, la catégorie traditionnelle de l'esthétique est étendue aux choses du quotidien. Ainsi, Horacio Pérez-Henao tente d'interpréter la littérature dans le cadre de l'esthétique quotidienne en montrant comment les personnages de fiction vivent l'esthétique dans leur vie quotidienne.

## Le sport et la nourriture comme art
Depuis la Renaissance, les œuvres d'art voient s'étendre leurs thèmes et techniques dignes d'être objets d'art. Cependant, l'initiative de considérer comme art des pratiques non artistiques revient à des philosophes comme David Best, Wolfgang Welsch et Lev Kreft proposant de considérer le sport comme une forme d'art,,. L'esthétique féministe préconise aussi l'inclusion d'autres sens au-delà des deux traditionnels vue et audition, comme le goût (Carolyn Korsmeyer) et l'odorat (Emily Brady), qui peuvent rendre des expériences esthétiques dans la vie quotidienne. Carolyn Korsmeyer, M. Quinet et Glenn Kuehn plaident pour l'inclusion de la nourriture parmi les objets et les expériences esthétiquement pertinents,.

## Les catégories de l'ordinaire comme esthétique
Une autre tendance de l'esthétique analytique et de l'American Society of Aesthetics discute du fait d'étendre l'esthétique à d'autres qualités  , et expériences ordinaires (par exemple, gratter une démangeaison, jouer avec un crayon).